# Чайка річкова
Чайка річкова (Vanellus duvaucelii) — вид птахів родини сивкових (Charadriidae).

## Поширення
Вид поширений в Південній та Південно-Східній Азії. Ареал простягається від штату Уттар-Прадеш і Непалу через східну Індію до південного заходу Юньнані та В'єтнаму. Трапляється біля річок, особливо на сільськогосподарських угіддях, на піщаних і гравійних берегах. У стоячих водоймах трапляється дуже рідко.

## Опис
Птах досягає розмірів від 29,5 до 31,5 сантиметрів і ваги від 143 до 185 г. Обличчя чорного кольору. Очі червоні. Пір'я на тімені та шиї утворює чорний капюшон. На лапках є чорні шпори. Від близькоспорідненого Vanellus spinosus, що трапляється в Африці та на Близькому Сході, відрізняється сірими грудьми та світло-сірими боками голови та шиї. На черевці є невелика чорна пляма. Статі виглядають однаково, але самці трохи більші.